# Emmanuel Petit
Emmanuel Laurent Petit (Dieppe, 22 de setembro de 1970) é um ex-futebolista francês que atuava como volante.
Um dos principais destaques da Seleção Francesa na década de 1990, esteve presente em duas Copas do Mundo FIFA: em 1998, no primeiro título francês, e em 2002. Tinha como principais marcas a raça e determinação, embora soubesse bem o que fazer com a bola nos pés. Chegou a atuar também como zagueiro e lateral-esquerdo.

## Carreira

### Monaco
Petit começou sua carreira nas categorias de base do Arques-la-Bataille, antes de ingressar na base do Monaco em 1985. Promovido aos profissionais em 1988, atuou como lateral-esquerdo e zagueiro sob o comando de Arsène Wenger. Em seguida, após conquistar a titularidade no meio-campo do clube do principado, sagrou-se campeão da Copa da França nas temporadas 1988–89 e 1990–91 e do Campeonato Francês em 1996–97.

### Arsenal
No final da temporada 1996–97, foi abordado pelo Arsenal, que era gerido pelo seu antigo treinador, o mesmo Wenger. "Manu", como era chamado, foi deslocado para o meio-campo, onde formou uma boa dupla com a então jovem promessa francesa Patrick Vieira. Em sua primeira temporada com o Arsenal, Petit foi campeão do Campeonato Inglês e da Copa da Inglaterra. Seu ponto alto foi um belo gol de fora da área contra o Derby County que determinou a vitória dos Gunners. Coroou o estupendo ano sendo campeão mundial com a França.
Emmanuel passou mais duas temporadas, não tão brilhantes, com o Arsenal. Na última, após ouvir insultos racistas da torcida do Aston Villa direcionados a Vieira, mostrou o dedo médio aos torcedores rivais, fato que lhe rendeu uma multa e uma suspensão.

### Barcelona
Após o título da Eurocopa 2000 com a França, Petit transferiu-se então para o Barcelona. Num meio-campo que contava com Philip Cocu, Josep Guardiola e Luis Enrique, Manu foi deslocado para a zaga e a lateral-esquerda, sofrendo muito com a adaptação, sendo que à época jogava quase como meia-esquerda em sua seleção. Desentendendo-se com o técnico Serra Ferrer, sofrendo com lesões, Petit fez um único e solitário gol pelo Barcelona, contra 11 nas três temporadas pelo Arsenal.

### Chelsea
Finalmente, Petit voltou à Inglaterra para jogar em um dos rivais do Arsenal, o Chelsea. Fez uma primeira temporada não muito boa, chegou a fazer reclamações públicas a respeito das condições de trabalho do clube, e sua má participação na Copa do Mundo de 2002 foi o fim adequado para outra temporada esquecível. No entanto, Petit redescobriu seu futebol ao atuar ao lado de Frank Lampard na temporada 2002–03, sendo mais uma vez uma peça importante do time. Manu teve atuação destacada na vitória de 2–1 contra o Liverpool que garantiu ao time participação na Liga dos Campeões da UEFA, vaga que o Chelsea não via desde antes de sua chegada.
No primeiro jogo do Chelsea pela Liga dos Campeões de 2003–04, Petit pediu substituição no intervalo. Posteriormente foi descoberto que havia sofrido uma lesão do ligamento cruzado, e com isso passou todo o resto da temporada tentando se recuperar. Em julho de 2004, o Chelsea liberou-o para procurar outro clube. Enquanto treinava no Bolton, o jogador descobriu que seu joelho necessitava de outra operação. O prognóstico médico alertava que ele talvez nunca mais recuperasse a forma e assim, com 35 anos, Emmanuel Petit aposentou-se.

## Seleção Nacional
Em sua passagem pela Seleção Francesa, Petit foi convocado para quatro competições: as Eurocopas de 1992 e 2000 e as Copas do Mundo de 1998 e 2002. Em 2002 teve atuação abaixo da média, falhando no gol da derrota para o Senegal e tomando dois cartões amarelos nos dois primeiros jogos, ficando de fora do terceiro. Mas em 1998 teve atuação destacadíssima, ganhando a vaga de titular numa disputa contra Christian Karembeu, Alain Boghossian e Patrick Vieira. Balançou as redes duas vezes naquele mundial: marcou um gol contra a Dinamarca, que foi o gol da vitória por 2–1, num poderoso chute de fora da área, e o terceiro gol contra o Brasil na retumbante vitória de 3–0 na final, num contra-ataque iniciado por ele e concluído após tabelar com Vieira e Christophe Dugarry.
Petit se aposentou do selecionado após brigar com o treinador numa derrota por 2–1 para a Romênia, em 2003. No total, atuou em 63 partidas pelos Bleus e marcou seis gols.

## Títulos
Mônaco
- Copa da França: 1990–91[carece de fontes?]
- Campeonato Francês: 1996–97[3]

Arsenal
- Premier League: 1997–98[4]
- Copa da Inglaterra: 1997–98[carece de fontes?]
- Supercopa da Inglaterra: 1998 e 1999[carece de fontes?]

França
- Copa do Mundo da FIFA: 1998[2]
- Eurocopa: 2000[carece de fontes?]

### Prêmios individuais
- Revelação do Campeonato Francês: 1989–90
- Jogador do mês da Premier League: abril de 1998[4]
- Onze d'Or: 1998[carece de fontes?]
- Equipe do ano da PFA: 1998–99[carece de fontes?]

### Ordens
- Cavaleiro da Legião de Honra: 1998